# وتلینگن
وتلینگن (به آلمانی: Wettlingen) یک شهر در آلمان است که در بیتبورگ-پروم واقع شده‌است.